# Charles Delaporte
Charles Pierre Victor Delaporte (Parigi, 21 luglio 1880 – Neuilly-sur-Seine, 1º maggio 1949) è stato un canottiere e pistard francese.

## Carriera
Partecipò all'Olimpiade 1900 di Parigi nella gara di singolo di canottaggio, dove fu eliminato in semifinale.
Dopo l'esperienza parigina partecipò anche all'Olimpiade intermedia del 1906 ad Atene, ritenuta non ufficiale dal CIO. In quell'occasione vinse la medaglia d'argento nella gara di quattro con e la medaglia di bronzo nel due con. 
All'Olimpiade intermedia prese parte, con scarso successo, anche alla gara di pistard.
Fece parte del SNBS, squadra di canottaggio di Courbevoie.